# Подлих осам
Подлих осам (енгл. The Hateful Eight) амерички је вестерн филм из 2015. године, редитеља и сценаристе Квентина Тарантина, док су продуценти филма Ричард Н. Гледстин, Стејси Шер и Шенон Макинтош. Глумачку екипу чине Самјуел Л. Џексон, Курт Расел, Џенифер Џејсон Ли, Волтон Гогинс, Демијан Бичир, Тим Рот, Мајкл Мадсен, Брус Дерн, Џејмс Паркс и Ченинг Тејтум. Радња филма се дешава након Америчког грађанског рата и прати осам странаца који траже уточиште од мећаве у дилижанси заустављањем у планинском пролазу.
Тарантино је најавио снимање филма у новембру 2013, наводећи да је прво почео као роман и наставак филма Ђангова освета. Након што је сценарио процурео на интернету у јануару 2014, отказао је снимање филма, али је касније изјавио да се предомислио након читања сценарија уживо у позоришту Јунајтед Артистс у Лос Анђелесу. Главно снимање почело је 8. децембра 2014, у близини Телјурајда, у савезној држави Колорадо. Филмску музику компоновао је Енио Мориконе, што је био његов први комплетан ангажман у жанру вестерн филма након 34 године.
Светска премијера филма је била одржана 7. децембра 2015. у САД, док је се интернационално почео да приказује 25. децембра исте године. Филм је добио је углавном позитивне критике, а највише су хваљени глума Џенифер Џејсон Ли и Мориконеова музика. Номинован за три Оскара и то за најбољу глумицу у споредној улози (Џенифер Џејсон Ли), најбољу фотографију (Роберт Ричардсон) и најбољу оригиналну музику (Енио Мориконе). Добитник је Оскара за најбољу оригиналну музику, док је Џејсон Ли добитница за најбољу глумицу у споредној улози. Буџет филма је износио 44 милиона долара, зарада од филма је износила 155,8 милиона долара.

## Радња
Неколико година након што је завршен Амерички грађански рат, ловац на уцене, мајор Маркус Ворен (Самуел Л. Џексон) , на путу је према граду Ред Року у Вајомингу и превози троје мртвих за које је расписана награда и, покушавајући да се склони уочи мећаве, укрцава се у кочију којом управља човек познат као О. Б. (Џејмс Паркс). Унутра је Џон Рут (Курт Расел), који је такође ловац на уцене познатији као „Крвник”. Он је чувен по томе што успева да доведе разбојнике живе да би их након суђења обесили. Рут је лисицама везан за одбеглу Дејзи Домерги (Џенифер Џејсон Ли), коју прати до Ред Рока. Сумњичав је према свима који би могли да је украду и преузму награду уместо њега. Двојица ловаца на уцене зближавају се преко Вореновог писма које је лично написао Абрахам Линколн.
На путу срећу бившег припадника војске Конфедерације, Криса Маникса (Волтон Гогинс), који тврди да путује у Ред Рок где ће га прогласити за новог градског шерифа и који наговара Рута и Ворена да га пусте да се укрца на кочију. Ворен и Рут формирају савез како би заштитили своје награде. Маникс и Ворен почињу да се препиру због своје контроверзне ратне прошлости. Група је присиљена да тражи уточиште од снажне снежне олује у оближњем свратишту. Тамо их дочекује Боб (Демијан Бичир), Мексиканац који говори да је власница свратишта, Мини, отишла у посету својој мајци и да је њега задужила да се брине о свему за време њене одсутности. Остали гости свратишта су Освалдо Мобреј (Тим Рут), по занимању џелат; Џо Гејџ (Мајкл Мадсен), мирни каубој, који путује у посету својој мајци и Санфорд Смитерс (Брус Дерн), бивши генерал Конфедерације. Сумњичави Рут разоружава све осим Ворена.
Док група заједно руча, Маникс изјављује да је Вореново писмо од Линколна заправо фалсификат. Ворен признаје да јесте, рекавши да му то писмо купује наклоност белаца, што разбешњава Рута. Ворен оставља пиштољ у Смитерсовој близини и провоцира га да потегне, говорећи Смитерсу да је он, наводно, мучио, силовао и убио Смитерсовог сина. Ворен га први погађа, што представља законито убиство у самоодбрани. Ворен се осветио Смитерсу због погубљења црнаца, ратних заробљеника у бици код Батон Ружа.
Док су сви били заокупљени њиховим сукобом и убиством, неко је сипао отров у кафу, али Дејзи је једина која је то приметила. Рут и О. Б. пију кафу, након чега повраћају крв, а О. Б. умире. Рут, на самрти, напада Дејзи, која га убија његовим пиштољем. Ворен разоружава Дејзи, држи остале на нишану и оставља је везану за Рутов леш. Ворену се придружује Маникс, коме он верује јер је он умало попио отровану кафу. Ворен долази до закључка да би Боб могао бити уљез и да је убио праве власнике свратишта. Међутим, Боб је имао алиби за тровање јер је у то време свирао клавир. Kад је Ворен почео да прети да ће погубити Дејзи, Гејџ признаје да је он тровач. Један човек, који се крио у подруму, пуца у Ворена и погађа га у препоне. Мобреј извлачи скривени пиштољ и пуца у Маникса, који узвраћа ватру, ранивши Мобреја и присиљава Гејџа уза зид.
Радња се враћа на догађаје који су се десили раније тог дана. Боб, Мобреј, Гејџ и четврти човек, Џоди Домерги (Чејнинг Тејтум), Дејзин брат, долазе до Мининог свратишта и убијају све осим генерала Смитерса. Џоди говори Смитерсу да планирају заседу за Рута, како би спасили Дејзи, Џодијеву сестру и да ће његова банда поштедети Смитерса, ако буде ћутао о свему, јер ће његово присуство учинити заседу уверљивијом. Разбојници сакривају тела, доказе и пиштоље око свратишта. Kад је Рутова кочија стигла, Џоди се сакрио у подруму.
Назад у садашњости, Маникс и Ворен, мада обојица тешко рањени, држе на нишану Дејзи, Гејџа и умирућег Мобреја. Они присиљавају Џодија да изађе из подрума претећи да ће убити Дејзи, а затим Ворен пуца и убија Џодија. Дејзи тврди да петнаесторица чланова банде њеног брата чекају у Ред Року да убију Маникса и опустоше град; ако Маникс убије Ворена и омогући јој да побегне, банда ће га поштедети и допустити му да наплати тела уцењених покојника. Док се Дејзи и Мобреј ругају Ворену, Ворен пуца Дејзи у ногу, а затим Мобреју исто у ногу, који на крају умире од рањавања. Гејџ потеже револвер скривен испод округлог сточића за који је након молбе сео, али га убију Маникс и Ворен, који потом покушава да пуца у Дејзи, али му је нестало метака. Ворен тражи од Маникса да му дода други пиштољ, али овај то не ради. Маникс оптужује Дејзи да блефира и одбија њен савез, али пада у несвест због губитка крви. Дејзи користи ситуацију док није на нишану, одсеца Рутову руку са којом је везана лисицама и ослобађа се. Док покушава да дохвати пиштољ, Маникс се освешћује, пуца и рањава је. Ворен наговара Маникса да је обесе, као освету за Рута. Након тога, док њих двојица леже и умиру, Маникс чита наглас фалсификовано Линколново писмо Ворену, хвалећи детаље.

## Улоге
| Глумац            | Улога                            |
| ----------------- | -------------------------------- |
| Самјуел Л. Џексон | Маркус Ворен (Ловац на главе)    |
| Курт Расел        | Џон Рут (Крвник)                 |
| Џенифер Џејсон Ли | Дејзи Домерги (Затвореница)      |
| Волтон Гогинс     | Крис Маникс (Шериф)              |
| Демијан Бичир     | Боб (Мексиканац)                 |
| Тим Рот           | Освалдо Мобреј (Мали човек)      |
| Мајкл Мадсен      | Џо Гејџ (Сточар)                 |
| Брус Дерн         | Санфорд Смитерс (Конфедералиста) |
| Џејмс Паркс       | О. Б. Џексон                     |
| Ченинг Тејтум     | Џоди Домерги                     |